# Regens (církev)
V katolické církvi je regens (příčestí latinského regere, „vést) představený biskupského semináře, zejména diecézního semináře, který předsedá společenství žijících a vzdělávajících se seminaristů a řídí všechny vnější záležitosti seminárního provozu. Někdy je také označován jako představený („hlava“). Označení se často používá v německé jazykové oblasti. Tato funkce je v Kodexu kanonického práva z roku 1983 definována jako rektor semináře.
Termín regens je pravděpodobně odvozen od skutečnosti, že na univerzitách pozdního středověku studenti obvykle bydleli v budovách (bursa, regentia), kde se odehrávala velká část přednášek. Vedoucí regentia, který byl zodpovědný za organizaci a disciplínu, byl znám jako magister regens nebo zkráceně regens. 
Diecézní biskup odpovědný za seminář jmenuje rektora (regens), který je odpovědný biskupovi. Rektorem semináře je vždy kněz.
Regens nebo regent je také titul asistentů prefekta papežské domácnosti a kardinála velkého penitenciáře (Poenitentiarius maior).

## Úkoly
Kromě řízení ekonomických, personálních a organizačních záležitostí semináře patří k jeho úkolům také disciplinární řízení instituce a posuzování kandidátů kněžství s ohledem na jejich přijetí ke kněžskému svěcení. Patří sem zejména rozhovory se seminaristy o průběhu jejich studia a o jejich osobní situaci. K podpoře při plnění jeho úkolů mu může pomáhat subregens (podrektor), který je mu podřízen a je rovněž jmenován a ustanoven biskupem.
Kromě rektora (regens) má každý seminář také spiritála, rovněž kněze jmenovaného diecézním biskupem pro přípravu kandidátů kněžství, který je zodpovědný pouze za duchovní vedení kandidátů a nesmí vykonávat žádné vedoucí funkce. Rozdělení úkolů mezi rektorem (disciplinární vedení, forum externum) a duchovním správcem (duchovní vedení a zpověď, forum internum) je přísně dodržováno, aby byl zajištěn bezpodmínečný vztah důvěry seminaristů k jejich duchovnímu správci.
V diecézích bez vlastního semináře (např. v diecézi St. Gallen) je rektor zodpovědný za podporu studentů teologie ve své diecézi. Organizuje setkání studentů, na kterých může být udržován kontakt mezi studenty, ale také s vedením diecéze. Rektor také navštěvuje „své“ studenty na různých místech studia a odborné přípravy.